# Edmund Nikowski
Edmund Nikowski (ur. 18 października 1915 w Düsseldorfie, zm. 21 lipca 1989) – polski rzemieślnik i działacz społeczny, poseł na Sejm PRL V kadencji.

## Życiorys
Walczył w wojnie obronnej Polski w Wielkopolskiej Brygadzie Kawalerii. Po 1945 służył w 2 Armii Wojska Polskiego. Dwa lata po zakończeniu wojny osiadł w Łebie, gdzie otworzył warsztat ślusarski. Później został zatrudniony w Spółdzielni Rybołówstwa Morskiego jako kierownik stoczni remontowej. Od 1949 należał do Stronnictwa Demokratycznego. Był radnym Miejskiej Rady Narodowej w Łebie. W 1969 uzyskał mandat posła na Sejm PRL V kadencji z okręgu Gdynia. Zasiadał w Komisjach Gospodarki Morskiej i Żeglugi oraz Rolnictwa i Przemysłu Spożywczego.